# Husik Harutiunian

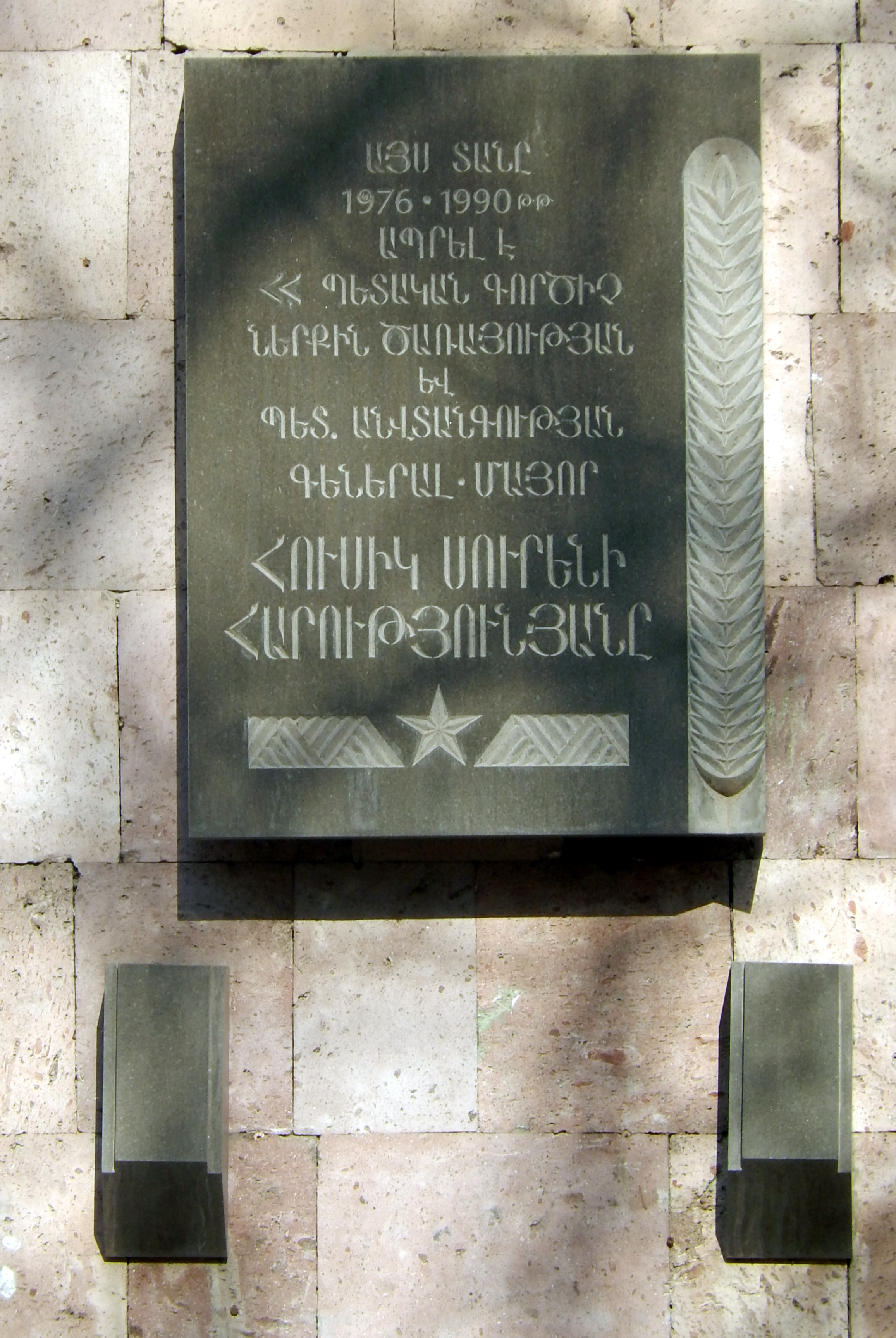

Husik Harutiunian (orm. Հուսիկ Հարությունյան, ros. Усик Суренович Арутюня́н, ur. 16 marca 1945 w mieście Hoktemberian (obecnie Armawir), zm. 4 maja 2006 k. Soczi) – minister spraw wewnętrznych Armeńskiej SRR (1988-1990), przewodniczący KGB Armeńskiej SRR (1990-1991).

## Życiorys
W 1967 ukończył studia na Wydziale Budowy Maszyn Erywańskiego Instytutu Politechnicznego, potem pracował w fabryce obrabiarek w Hoktemberianie jako inżynier konstruktor, główny technolog, a od 1970 główny inżynier fabryki. Od 1973 funkcjonariusz Komsomołu - I sekretarz Hoktemberiańskiego Komitetu Rejonowego Komsomołu, a 1975-1977 II sekretarz KC Komsomołu Armenii, następnie funkcjonariusz bezpieki. W 1979 ukończył Wyższą Szkołę KGB im. Dzierżyńskiego, 1985-1988 zajmował stanowisko zastępcy przewodniczącego KGB Armeńskiej SRR, od czerwca 1988 do maja 1990 był ministrem spraw wewnętrznych Armeńskiej SRR, a 1990-1991 przewodniczącym KGB Armeńskiej SRR. W 1989 mianowany generałem majorem. Po rozpadzie ZSRR kontynuował służbę w organach bezpieczeństwa i porządku niepodległej Armenii jako szef Głównego Zarządu Bezpieczeństwa Narodowego, a 1992-1993 szef Inspekcji Podatkowej, następnie zwolniony ze służby, pracował w naftowej spółce akcyjnej jako zastępca i I zastępca przewodniczącego zarządu. Zginął w katastrofie lotniczej nad Morzem Czarnym k. Soczi.